# Веребрюсов, Степан Иванович
Степан Иванович Веребрюсов (1819, Феодосия, Таврическая губерния — 7 марта 1884, Керчь, Таврическая губерния) — российский археолог и музеевед.

## Биография
Родился в 1819 году в Феодосии семье феодосийских землевладельцев потомственного почётного гражданина Ивана Петровича и Елизаветы Афанасьевны Веребрюсовых. Обучался в Феодосийском уездном училище.
По окончании Харьковского университета служил в канцелярии новороссийского генерал-губернатора в Одессе. Затем с 1842 по 1856 годы работал старшим учителем русской словесности в Екатеринославской губернской гимназии, а с 1856 по 1865 инспектором Таганрогской гимназии.
Некоторое время он преподавал в Феодосийской гимназии и одновременно на общественных началах работал в Феодосийском музее древностей. В 1869—1878 году был заведующим Феодосийским музеем и занимался его описанием. Жил на 1-й продольной (ныне — Пименова) улице, д. 4
По собственной просьбе был переведён в Керченский музей древностей и вскоре приступил к археологическим раскопкам. Одновременно заведовал музеем Мелек-Чесменского кургана. Сотрудничал с археологами В. Г. Тизенгаузеном и Н. П. Кондаковым. Внук С. А. Веребрюсов был полярным лётчиком. Другой внук — И. А. Веребрюсов (по той же линии) — инженер-капитан 1-го ранга, лауреат Сталинской премии.

## Память
Мемориальная доска на Мелек-Чесменском кургане в Керчи.

## Награды
Знак отличия беспорочной службы за XV лет.
Орден Святого Станислава 2-й степени.
Орден Святой Анны 3-и степени
Орден Святой Анны 2-й степеи.

## Семья
Сёстры: Мария Ивановна (Горонцова),
Елизавета Ивановна,
Дети: Софья (1845), Александр (1846), Валериан (1848), Елена (1859).
Внук — С. А. Веребрюсов.